# No Fate
A No Fate a német Scooter együttes 1997-ben megjelent kislemeze. Ez a szám nem szerepelt egyik korábbi albumon sem, csak az Rough and Tough and Dangerous című válogatáslemezre került fel bónuszként, mely a Scooter kezdeti éveinek (az ún. First Chapter-nek) kislemezeit és B oldalas számait tartalmazta.
Mint a legtöbb Scooter-dal, a No Fate is egy feldolgozás: Zyon (René Moses Swain) 1992-es No Fate számán alapul, melyet ugyanebben az évben a Limited Growth is feldolgozott. A Scooter változata ez utóbbinak a feldolgozása szerzői jogi szempontból.
Ez a First Chapter utolsó dala, és az utolsó kislemez, aminek készítésében Ferris Bueller közreműködött.
A kislemezhez készített fényképek a németországi Norderney szigetén készültek. Az akkor fel nem használt fotók közül egy, amelyiken három ló is szerepel, később a "Call Me Manana" című kislemez borítója lett.

## Számok listája
A No Fate a következő számokat tartalmazza:
1. No Fate (Single Mix) – 03:38
2. No Fate (Full Length) – 06:24
3. No Fate (R.O.O.S. Mix 1) – 07:44
4. No Fate (R.O.O.S. Mix 2) – 07:44
5. No Fate (Trance Mix) – 07:04

## Más változatok
Az 1999-es "Back To The Heavyweight Jam" című album limitált változatára felkerült a dal koncertverziója.
Lerövidített változatban 2002-ben felkerült a "24 Carat Gold" című válogatáslemezre.
Élő változata felkerült a 2002-es "Encore - Live and Direct" című koncertlemezre.

## Közreműködtek
- H.P. Baxxter (szöveg)
- Rick J. Jordan, Ferris Bueller (zene)
- Steffen Britzke, Mathias Hoffmann, René Swain (Limited Growth)
- P.W. Berwoets (R.O.O.S.)
- Marc Schilkowski (borítóterv)
- Frank-Lothar Lange (fényképek)

## Helyezések
A No Fate a következő helyezéseket érte el:
- #39 Németországban
- #36 Ausztriában
- #35 Svédországban
- #2 Finnországban; aranylemez
- #9 Izraelben